# 鄭若行
鄭若行（英语：Molly Zheng，1986年9月30日—），生於浙江杭州，中国專欄作家、畫家、電影製作人。
2009年，於香港信報不定期撰寫專欄，題材由日常生活以至世界觀、愛情觀等方面亦有涉獵。同期亦開始於香港青年協會網上平台撰寫影評及主持網路電台節目。
2010年，創辦獨立設計品牌M-pire，設計銷售首飾及創意產品，於香港、上海、北京、南昌、寧波等地設有零售點。
2011年，與中國時尚集團《芭莎藝術》簽約，由集團代理其畫作。
2013年移居上海，轉型珠寶設計師，并正式創立珠寶品牌“Once Jewelry，主營古董首飾及獨立設計珠寶。同年擔任“中國民間女性影展”顧問并開設講座。